# Bellingwedde
Bellingwedde  a fost o comună în provincia Groningen, Țările de Jos. 

## Localități componente
Bellingwolde, Blijham, Klein-Ulsda, Oudeschans, Rhederbrug, Veelerveen, Vriescheloo, Wedde și Wedderveer.